# Gran Premio di superbike di Jerez 2017
Il Gran Premio di superbike di Jerez 2017 è stata la dodicesima prova su tredici del campionato mondiale Superbike 2017, è stato disputato il 21 e 22 ottobre sul circuito di Jerez de la Frontera e in gara 1 ha visto la vittoria di Jonathan Rea davanti a Chaz Davies e Tom Sykes, lo stesso pilota si è ripetuto anche in gara 2, davanti a Marco Melandri e Chaz Davies.
La vittoria nella gara valevole per il campionato mondiale Supersport 2017 è stata ottenuta da Federico Caricasulo, mentre quella del campionato mondiale Supersport 300 è stata ottenuta da Galang Hendra Pratama, prima vittoria di un indonesiano in questa categoria.

## Risultati

### Gara 1

#### Arrivati al traguardo
| Pos. | Nº  | Pilota               | Squadra                     | Motocicletta      | Giri | Tempo     | Griglia | Punti |
| ---- | --- | -------------------- | --------------------------- | ----------------- | ---- | --------- | ------- | ----- |
| 1º   | 1   | Jonathan Rea         | Kawasaki Racing             | Kawasaki ZX-10RR  | 19   | 32'15.347 | 2º      | 25    |
| 2º   | 7   | Chaz Davies          | Aruba.it Racing - Ducati    | Ducati Panigale R | 19   | +1.137    | 8º      | 20    |
| 3º   | 66  | Tom Sykes            | Kawasaki Racing             | Kawasaki ZX-10RR  | 19   | +1.599    | 4º      | 16    |
| 4º   | 22  | Alex Lowes           | Pata Yamaha                 | Yamaha YZF R1     | 19   | +3.652    | 3º      | 13    |
| 5º   | 60  | Michael van der Mark | Pata Yamaha                 | Yamaha YZF R1     | 19   | +7.329    | 5º      | 11    |
| 6º   | 5   | Sylvain Guintoli     | Kawasaki Puccetti Racing    | Kawasaki ZX-10RR  | 19   | +11.066   | 11º     | 10    |
| 7º   | 32  | Lorenzo Savadori     | Milwaukee Aprilia           | Aprilia RSV4 RF   | 19   | +15.235   | 6º      | 9     |
| 8º   | 50  | Eugene Laverty       | Milwaukee Aprilia           | Aprilia RSV4 RF   | 19   | +16.241   | 7º      | 8     |
| 9º   | 12  | Javier Forés         | BARNI Racing                | Ducati Panigale R | 19   | +16.273   | 12º     | 7     |
| 10º  | 40  | Román Ramos          | Kawasaki Go Eleven          | Kawasaki ZX-10RR  | 19   | +18.463   | 10º     | 6     |
| 11º  | 36  | Leandro Mercado      | IODARacing                  | Aprilia RSV4 RF   | 19   | +21.058   | 13º     | 5     |
| 12º  | 2   | Leon Camier          | MV Agusta Reparto Corse     | MV Agusta 1000 F4 | 19   | +24.869   | 9º      | 4     |
| 13º  | 81  | Jordi Torres         | Althea BMW Racing           | BMW S 1000 RR     | 19   | +25.008   | 15º     | 3     |
| 14º  | 121 | Alessandro Andreozzi | Guandalini Racing           | Yamaha YZF R1     | 19   | +34.028   | 16º     | 2     |
| 15º  | 37  | Ondřej Ježek         | Grillini Racing             | Kawasaki ZX-10RR  | 19   | +34.201   | 18º     | 1     |
| 16º  | 72  | Takumi Takahashi     | Red Bull Honda              | Honda CBR1000RR   | 19   | +1'16.011 | 21º     |       |
| 17º  | 84  | Riccardo Russo       | Pedercini Racing SC-Project | Kawasaki ZX-10RR  | 17   | +2 giri   | 19º     |       |

#### Ritirati
| Nº | Pilota            | Squadra                            | Motocicletta      | Giri | Griglia |
| -- | ----------------- | ---------------------------------- | ----------------- | ---- | ------- |
| 34 | Davide Giugliano  | Red Bull Honda                     | Honda CBR1000RR   | 16   | 17º     |
| 33 | Marco Melandri    | Aruba.it Racing - Ducati           | Ducati Panigale R | 15   | 1º      |
| 99 | Dominic Schmitter | eighty one HPC-Power Suzuki Racing | Suzuki GSX-R1000  | 11   | 22º     |
| 86 | Ayrton Badovini   | Grillini Racing                    | Kawasaki ZX-10RR  | 0    | 20º     |
| 35 | Raffaele De Rosa  | Althea BMW Racing                  | BMW S 1000 RR     | 0    | 14º     |

### Gara 2

#### Arrivati al traguardo
| Pos. | Nº  | Pilota               | Squadra                     | Motocicletta      | Giri | Tempo     | Griglia | Punti |
| ---- | --- | -------------------- | --------------------------- | ----------------- | ---- | --------- | ------- | ----- |
| 1º   | 1   | Jonathan Rea         | Kawasaki Racing             | Kawasaki ZX-10RR  | 19   | 32'09.319 | 2º      | 25    |
| 2º   | 33  | Marco Melandri       | Aruba.it Racing - Ducati    | Ducati Panigale R | 19   | +2.732    | 1º      | 20    |
| 3º   | 7   | Chaz Davies          | Aruba.it Racing - Ducati    | Ducati Panigale R | 19   | +3.974    | 8º      | 16    |
| 4º   | 22  | Alex Lowes           | Pata Yamaha                 | Yamaha YZF R1     | 19   | +4.624    | 3º      | 13    |
| 5º   | 66  | Tom Sykes            | Kawasaki Racing             | Kawasaki ZX-10RR  | 19   | +6.454    | 4º      | 11    |
| 6º   | 60  | Michael van der Mark | Pata Yamaha                 | Yamaha YZF R1     | 19   | +10.120   | 5º      | 10    |
| 7º   | 12  | Javier Forés         | BARNI Racing                | Ducati Panigale R | 19   | +15.594   | 12º     | 9     |
| 8º   | 5   | Sylvain Guintoli     | Kawasaki Puccetti Racing    | Kawasaki ZX-10RR  | 19   | +15.902   | 11º     | 8     |
| 9º   | 36  | Leandro Mercado      | IODARacing                  | Aprilia RSV4 RF   | 19   | +16.396   | 13º     | 7     |
| 10º  | 81  | Jordi Torres         | Althea BMW Racing           | BMW S 1000 RR     | 19   | +19.129   | 15º     | 6     |
| 11º  | 40  | Román Ramos          | Kawasaki Go Eleven          | Kawasaki ZX-10RR  | 19   | +19.673   | 10º     | 5     |
| 12º  | 2   | Leon Camier          | MV Agusta Reparto Corse     | MV Agusta 1000 F4 | 19   | +20.353   | 9º      | 4     |
| 13º  | 35  | Raffaele De Rosa     | Althea BMW Racing           | BMW S 1000 RR     | 19   | +34.169   | 14º     | 3     |
| 14º  | 121 | Alessandro Andreozzi | Guandalini Racing           | Yamaha YZF R1     | 19   | +38.627   | 16º     | 2     |
| 15º  | 72  | Takumi Takahashi     | Red Bull Honda              | Honda CBR1000RR   | 19   | +45.421   | 21º     | 1     |
| 16º  | 84  | Riccardo Russo       | Pedercini Racing SC-Project | Kawasaki ZX-10RR  | 19   | +45.469   | 19º     |       |
| 17º  | 34  | Davide Giugliano     | Red Bull Honda              | Honda CBR1000RR   | 18   | +1 giro   | 17º     |       |
| 18º  | 32  | Lorenzo Savadori     | Milwaukee Aprilia           | Aprilia RSV4 RF   | 17   | +2 giri   | 6º      |       |

#### Ritirati
| Nº | Pilota            | Squadra                            | Motocicletta     | Giri | Griglia |
| -- | ----------------- | ---------------------------------- | ---------------- | ---- | ------- |
| 37 | Ondřej Ježek      | Grillini Racing                    | Kawasaki ZX-10RR | 13   | 18º     |
| 50 | Eugene Laverty    | Milwaukee Aprilia                  | Aprilia RSV4 RF  | 10   | 7º      |
| 99 | Dominic Schmitter | eighty one HPC-Power Suzuki Racing | Suzuki GSX-R1000 | 0    | 22º     |

### Supersport

#### Arrivati al traguardo
| Pos. | Nº  | Pilota                | Squadra                         | Motocicletta        | Giri | Tempo     | Griglia | Punti |
| ---- | --- | --------------------- | ------------------------------- | ------------------- | ---- | --------- | ------- | ----- |
| 1º   | 64  | Federico Caricasulo   | GRT Yamaha                      | Yamaha YZF R6       | 19   | 33'07.725 | 1º      | 25    |
| 2º   | 16  | Jules Cluzel          | CIA Landlord Insurance Honda    | Honda CBR600RR      | 19   | +0.065    | 2º      | 20    |
| 3º   | 13  | Anthony West          | Kawasaki Puccetti Racing        | Kawasaki ZX-6R      | 19   | +1.652    | 6º      | 16    |
| 4º   | 99  | Patrick Jacobsen      | MV Agusta Reparto Corse         | MV Agusta F3 675    | 19   | +3.735    | 4º      | 13    |
| 5º   | 144 | Lucas Mahias          | GRT Yamaha                      | Yamaha YZF R6       | 19   | +7.248    | 5º      | 11    |
| 6º   | 32  | Sheridan Morais       | Kallio Racing                   | Yamaha YZF R6       | 19   | +11.694   | 3º      | 10    |
| 7º   | 66  | Niki Tuuli            | Kallio Racing                   | Yamaha YZF R6       | 19   | +15.644   | 10º     | 9     |
| 8º   | 47  | Rob Hartog            | Hartog - Jenik - Against Cancer | Kawasaki ZX-6R      | 19   | +16.380   | 15º     | 8     |
| 9º   | 4   | Gino Rea              | Kawasaki Go Eleven              | Kawasaki ZX-6R      | 19   | +16.970   | 16º     | 7     |
| 10º  | 11  | Christian Gamarino    | BARDAHL EVAN BROS. Honda Racing | Honda CBR600RR      | 19   | +17.519   | 9º      | 6     |
| 11º  | 65  | Michael Canducci      | 3570 Puccetti Racing FMI        | Kawasaki ZX-6R      | 19   | +17.933   | 7º      | 5     |
| 12º  | 61  | Alessandro Zaccone    | MV Agusta Reparto Corse         | MV Agusta F3 675    | 19   | +19.390   | 13º     | 4     |
| 13º  | 78  | Hikari Ōkubo          | CIA Landlord Insurance Honda    | Honda CBR600RR      | 19   | +20.526   | 20º     | 3     |
| 14º  | 5   | Axel Bassani          | Kawasaki Puccetti Racing        | Kawasaki ZX-6R      | 19   | +21.231   | 18º     | 2     |
| 15º  | 38  | Hannes Soomer         | WILSport Racedays               | Honda CBR600RR      | 19   | +22.056   | 14º     | 1     |
| 16º  | 71  | Christoffer Bergman   | CIA Landlord Insurance Honda    | Honda CBR600RR      | 19   | +24.168   | 21º     |       |
| 17º  | 87  | Lorenzo Zanetti       | Factory Vamag                   | MV Agusta F3 675    | 19   | +24.473   | 8º      |       |
| 18º  | 81  | Luke Stapleford       | Profile Racing                  | Triumph Daytona 675 | 19   | +27.842   | 12º     |       |
| 19º  | 63  | Zulfahmi Khairuddin   | Orelac Racing VerdNatura        | Kawasaki ZX-6R      | 19   | +34.299   | 22º     |       |
| 20º  | 17  | Miquel Pons           | DS Junior Team                  | Kawasaki ZX-6R      | 19   | +37.846   | 27º     |       |
| 21º  | 74  | Jaimie van Sikkelerus | MVR Racing                      | Yamaha YZF R6       | 19   | +38.809   | 24º     |       |
| 22º  | 26  | Kazuki Watanabe       | Kawasaki Go Eleven              | Kawasaki ZX-6R      | 19   | +40.105   | 23º     |       |
| 23º  | 69  | Xavier Cardelús       | Race Department ATK#25          | Yamaha YZF R6       | 19   | +40.237   | 25º     |       |
| 24º  | 83  | Lachlan Epis          | Response RE Racing              | Kawasaki ZX-6R      | 19   | +58.998   | 29º     |       |
| 25º  | 48  | Giuseppe Scarcella    | GEMAR Team Lorini               | Honda CBR600RR      | 19   | +1'13.659 | 31º     |       |

#### Ritirati
| Nº  | Pilota          | Squadra                         | Motocicletta        | Giri | Griglia |
| --- | --------------- | ------------------------------- | ------------------- | ---- | ------- |
| 111 | Kyle Smith      | GEMAR Team Lorini               | Honda CBR600RR      | 17   | 11º     |
| 56  | Péter Sebestyén | SSP Hungary by Pedercini Racing | Kawasaki ZX-6R      | 15   | 26º     |
| 97  | Martín Scheib   | DR7 AMR                         | Kawasaki ZX-6R      | 14   | 30º     |
| 10  | Nacho Calero    | Orelac Racing VerdNatura        | Kawasaki ZX-6R      | 10   | 28º     |
| 25  | Alex Baldolini  | Race Department ATK#25          | Yamaha YZF R6       | 8    | 19º     |
| 35  | Stefan Hill     | Profile Racing                  | Triumph Daytona 675 | 1    | 17º     |

### Supersport 300

#### Arrivati al traguardo
| Pos. | Nº  | Pilota                    | Squadra                                 | Motocicletta       | Giri | Tempo     | Griglia | Punti |
| ---- | --- | ------------------------- | --------------------------------------- | ------------------ | ---- | --------- | ------- | ----- |
| 1º   | 41  | Galang Hendra Pratama     | Team MOTOXRACING                        | Yamaha YZF-R3      | 11   | 21'24.382 | 8º      | 25    |
| 2º   | 75  | Scott Deroue              | MTM HS Kawasaki                         | Kawasaki Ninja 300 | 11   | +0.026    | 4º      | 20    |
| 3º   | 15  | Alfonso Coppola           | SK Racing                               | Yamaha YZF-R3      | 11   | +0.038    | 7º      | 16    |
| 4º   | 41  | Marc García               | Halcourier Racing                       | Yamaha YZF-R3      | 11   | +0.113    | 1º      | 13    |
| 5º   | 33  | Daniel Valle              | Halcourier Racing                       | Yamaha YZF-R3      | 11   | +0.628    | 5º      | 11    |
| 6º   | 6   | Robert Schotman           | GRT Yamaha WorldSSP300 Team             | Yamaha YZF-R3      | 11   | +1.244    | 9º      | 10    |
| 7º   | 14  | Enzo de la Vega           | GRT Yamaha WorldSSP300 Team             | Yamaha YZF-R3      | 11   | +4.975    | 12º     | 9     |
| 8º   | 88  | Mika Pérez                | WILSport Racedays                       | Honda CBR500R      | 11   | +4.979    | 11º     | 8     |
| 9º   | 25  | Borja Sánchez             | Halcourier Racing                       | Yamaha YZF-R3      | 11   | +18.891   | 30º     | 7     |
| 10º  | 28  | Paolo Giacomini           | Terra e Moto                            | Yamaha YZF-R3      | 11   | +18.931   | 18º     | 6     |
| 11º  | 12  | Ali Adriansyah Rusmiputro | Petramina Almeria Racing Team           | Yamaha YZF-R3      | 11   | +19.136   | 10º     | 5     |
| 12º  | 22  | Mykyta Kalinin            | Team MOTOXRACING                        | Yamaha YZF-R3      | 11   | +19.208   | 14º     | 4     |
| 13º  | 13  | Jacopo Facco              | SK Racing                               | Yamaha YZF-R3      | 11   | +19.441   | 22º     | 3     |
| 14º  | 2   | Ana Carrasco              | ETG Racing                              | Kawasaki Ninja 300 | 11   | +19.460   | 5º      | 2     |
| 15º  | 20  | Dorren Loureiro           | DS Junior Team                          | Yamaha YZF-R3      | 11   | +19.473   | 21º     | 1     |
| 16º  | 80  | Armando Pontone           | IODA Racing                             | Yamaha YZF-R3      | 11   | +19.683   | 15º     |       |
| 17º  | 79  | Chris Taylor              | MTM HS Kawasaki                         | Kawasaki Ninja 300 | 11   | +19.881   | 24º     |       |
| 18º  | 27  | Filippo Rovelli           | ParkinGO DS Junior Team                 | Yamaha YZF-R3      | 11   | +19.887   | 18º     |       |
| 19º  | 71  | Tom Edwards               | Hel Performance - Benjan Racing         | Kawasaki Ninja 300 | 11   | +20.143   | 16º     |       |
| 20º  | 54  | Harun Çabuk               | Kawasaki Puccetti Racing                | Kawasaki Ninja 300 | 11   | +24.318   | 32º     |       |
| 21º  | 121 | Kimi Patova               | Kallio Racing                           | Yamaha YZF-R3      | 11   | +24.321   | 29º     |       |
| 22º  | 84  | Michael Carbonera         | SK Racing                               | Yamaha YZF-R3      | 11   | +24.463   | 23º     |       |
| 23º  | 23  | Manuel Bastianelli        | 3750 Made by CIV                        | Kawasaki Ninja 300 | 11   | +25.478   | 19º     |       |
| 24º  | 87  | Angelo Licciardi          | Team Trasimeno                          | Yamaha YZF-R3      | 11   | +25.486   | 20º     |       |
| 25º  | 133 | Reid Battye               | BWG Racing-Grimaldi                     | Kawasaki Ninja 300 | 11   | +25.508   | 27º     |       |
| 26º  | 17  | Gabriel Noderer           | Scuderia Maranga Racing                 | Honda CBR500R      | 11   | +33.257   | 26º     |       |
| 27º  | 49  | Marco Carusi              | 3579 Made in CIV                        | Kawasaki Ninja 300 | 11   | +38.655   | 34º     |       |
| 28º  | 7   | Nicola Settimo            | Bierreti by 2R                          | Yamaha YZF-R3      | 11   | +40.078   | 28º     |       |
| 29º  | 130 | Renzo Ferreira            | Kallio Racing                           | Yamaha YZF-R3      | 11   | +40.151   | 36º     |       |
| 30º  | 53  | Valentin Grimoux          | Team Toth                               | Yamaha YZF-R3      | 11   | +41.005   | 33º     |       |
| 31º  | 19  | Edoardo Rovelli           | ParkinGO DS Junior Team                 | Yamaha YZF-R3      | 11   | +59.209   | 39º     |       |
| 32º  | 18  | Alex Murley               | Team Toth                               | Yamaha YZF-R3      | 11   | +1'04.753 | 25º     |       |
| 33º  | 77  | Andrea Sibaja Moreno      | DEZA-Cordoba Patrimonio de la Humanidad | Honda CBR500R      | 11   | +1'21.463 | 37º     |       |
| 34º  | 57  | Manuel González           | Halcourier Racing Viajes 2000           | Yamaha YZF-R3      | 11   | +1'30.281 | 6º      |       |
| 35º  | 9   | Ruben Doorakkers          | MVR Racing                              | Yamaha YZF-R3      | 11   | +1 giro   | 38º     |       |

#### Non Classificati
| Nº | Pilota         | Squadra          | Motocicletta | Giri | Tempo  | Griglia |
| -- | -------------- | ---------------- | ------------ | ---- | ------ | ------- |
| 72 | Omar Bonoli    | Team Runner Bike | KTM RC 390 R | 11   | +0.318 | 3º      |
| 42 | Jan-Ole Jähnig | Team Runner Bike | KTM RC 390 R | 11   | +0.615 | 13º     |

#### Ritirati
| Nº | Pilota              | Squadra                 | Motocicletta  | Giri | Griglia |
| -- | ------------------- | ----------------------- | ------------- | ---- | ------- |
| 91 | Trystan Finocchiaro | Bierreti By 2R          | Yamaha YZF-R3 | 8    | 31º     |
| 35 | Alex Triglia        | Scuderia Maranga Racing | Honda CBR500R | 5    | 35º     |